# Ginnastica artistica ai XX Giochi del Commonwealth
Le gare di ginnastica artistica dei XX Giochi del Commonwealth si sono disputate allo Scottish Exhibition and Conference Centre di Glasgow, in Scozia, dal 29 luglio al 1º agosto 2014.

## Maschile
| Evento                | Oro                                                                         | Argento                                                               | Bronzo                                                                     |
| --------------------- | --------------------------------------------------------------------------- | --------------------------------------------------------------------- | -------------------------------------------------------------------------- |
| Squadra               | Inghilterra Sam Oldham Louis Smith Kristian Thomas Max Whitlock Nile Wilson | Scozia Frank Baines Adam Cox Liam Davie Daniel Keatings Daniel Purvis | Canada Zachary Clay Nathan Gafuik Anderson Loran Kevin Lytwyn Scott Morgan |
| Individuale           | Max Whitlock                                                                | Daniel Keatings                                                       | Nile Wilson                                                                |
| Corpo libero          | Max Whitlock                                                                | Scott Morgan                                                          | David Bishop                                                               |
| Cavallo con maniglie  | Daniel Keatings                                                             | Max Whitlock                                                          | Louis Smith                                                                |
| Anelli                | Scott Morgan                                                                | Kevin Lytwyn                                                          | Daniel Purvis                                                              |
| Volteggio             | Scott Morgan                                                                | Kristian Thomas                                                       | Wah Toon Hoe                                                               |
| Parallele simmetriche | Daniel Purvis                                                               | Nile Wilson                                                           | Max Whitlock                                                               |
| Sbarra                | Nile Wilson                                                                 | Kristian Thomas                                                       | Kevin Lytwyn                                                               |

## Femminile
| Evento                 | Oro                                                                              | Argento                                                                                       | Bronzo                                                                            |
| ---------------------- | -------------------------------------------------------------------------------- | --------------------------------------------------------------------------------------------- | --------------------------------------------------------------------------------- |
| Squadra                | Inghilterra Ruby Harrold Kelly Simm Hannah Whelan Claudia Fragapane Becky Downie | Australia Georgia Rose Brown Larrissa Miller Lauren Mitchell Mary Anne Monckton Olivia Vivian | Galles Elizabeth Bedoe Georgina Hockenhull Jessica Hogg Angel Romaeo Raer Theaker |
| Individuale            | Claudia Fragapane                                                                | Ruby Harrold                                                                                  | Hannah Whelan                                                                     |
| Volteggio              | Claudia Fragapane                                                                | Elsabeth Black                                                                                | Dipa Karmakar                                                                     |
| Parallele asimmetriche | Rebecca Downie                                                                   | Larrissa Miller                                                                               | Ruby Harrold                                                                      |
| Trave                  | Elsabeth Black                                                                   | Mary Anne Monckton                                                                            | Georgina Hockenhull                                                               |
| Corpo libero           | Claudia Fragapane                                                                | Lauren Mitchell                                                                               | Elsabeth Black                                                                    |